# Xaymaca
Xaymaca is een geslacht van fossiele knaagdieren uit Jamaica dat waarschijnlijk tot de Heptaxodontinae behoort. De enige soort is X. fulvopulvis. De geslachtsnaam is afgeleid van een oude Spaanse spelling voor Jamaica, die mogelijk uiteindelijk van een Arawak woord dat "land van bronnen" betekent afstamt. De soortnaam betekent "van het bruine stof" en is afgeleid van Brown Dust Passage, een deel van de grot waar het holotype werd gevonden. Andere dieren die daar voorkwamen zijn Quemisia, een ander uitgestorven knaagdier, en de kerkuil (Tyto alba). Volgens koolstofdatering leefde Xaymaca 10 000 tot 12 000 jaar geleden (het was niet helemaal zeker uit welke laag het holotype kwam), aan het eind van het Pleistoceen dus. Er is maar één exemplaar bekend, maar een aantal andere exemplaren behoort mogelijk tot dezelfde soort.
Deze soort verschilt van de Jamaicastompstaartrat (Geocapromys browni), de enige levende Hystricognathi op Jamaica en de enige die er ooit geleefd heeft die ongeveer even groot was als Xaymaca, maar hun tanden zijn zeer verschillend. Ook de tanden van stekelratten zien er heel anders uit. Leden van de Clidomyinae zijn veel groter en hun tanden zien er ook heel anders uit. De Heptaxodontinae (Amblyrhiza en Elasmodontomys) komen echter in een aantal kenmerken overeen met Xaymaca. Ook de Heteropsomyinae, een fossiele onderfamilie van de stekelratten, vertonen enkele overeenkomsten. Ondanks de overeenkomsten tussen Xaymaca en de Heptaxodontinae dachten MacPhee & Flemming (2003) dat het verre van zeker is dat Xaymaca echt tot die groep behoorde. Er zijn ook wat verschillen en de overeenkomsten zijn niet zeer overtuigend, vooral omdat convergente evolutie bij Caviida aardig wat voorkomt.